# Liste der Hochhäuser in Québec
Dies ist eine Liste der Hochhäuser in Québec, der Hauptstadt der gleichnamigen Provinz in Kanada. Zurzeit gibt es elf Hochhäuser, die höher als 75 Meter sind. Mit 31 Stockwerken und 132 Metern ist das Édifice Marie-Guyart am höchsten.

## Die höchsten Gebäude
| Rang | Name                                 | Bild | Höhe    | Stockwerke | Eröffnung |
| ---- | ------------------------------------ | ---- | ------- | ---------- | --------- |
| 01.  | Édifice Marie-Guyart                 |      | 132 m   | 31         | 1972      |
| 02.  | Complexe Jules-Dallaire II           |      | 110 m   | 28         | 2014      |
| 03.  | Place Hauteville                     |      | 107 m   | 34         | 1974      |
| 04.  | Le Concorde                          |      | 091 m   | 31         | 1974      |
| 05.  | Hôtel Hilton Québec                  |      | 084 m   | 26         | 1974      |
| 06.  | Édifice Price                        |      | 082 m   | 18         | 1930      |
| 07.  | Place de la Capitale                 |      | 080 m   | 21         | 1974      |
| 08.  | Le Samuel-Holland                    |      | 080 m   | 24         | 1981      |
| 09.  | Château Frontenac                    |      | 079 m   | 18         | 1893      |
| 010. | Édifice d’Youville                   |      | 076 m   | 21         | 1969      |
| 011. | Complexe Jules-Dallaire I            |      | 075,5 m | 17         | 2010      |
| 012. | Pavillon Félix-Antoine-Savard        |      | 075 m   | 17         | 1972      |
| 013. | Pavillon des sciences de l’éducation |      | 075 m   | 17         | 1968      |
| 014. | Tour Cominar                         |      | 072 m   | 17         | 2010      |

## Zeitachse der höchsten Gebäude
| Name                         | Zeitraum  | Höhe  | Stockwerke |
| ---------------------------- | --------- | ----- | ---------- |
| Hôtel du Parlement du Québec | 1886–1924 | 052 m | 04         |
| Château Frontenac            | 1924–1930 | 079 m | 18         |
| Édifice Price                | 1930–1972 | 082 m | 18         |
| Édifice Marie-Guyart         | 1972–     | 132 m | 31         |